# 小林渉
小林 渉（こばやし わたる、1963年11月2日 - ）は、日本の公取官僚。元公正取引委員会事務総長。

## 人物・経歴
東京都出身。1986年東京都立大学法学部卒業、公正取引委員会事務局入局。外務省在ベルリン日本国総領事館領事、公正取引委員会審査局管理企画課長補佐（総括担当）等を経て、2000年公正取引委員会経済取引局総務課企画官。2002年公正取引委員会経済取引局取引部取引企画課相談指導室長。2003年公正取引委員会経済取引局取引部企業取引課下請取引調査室長。2004年経済産業省商務情報政策局消費経済部消費経済対策課長。2006年公正取引委員会事務総局審判官。2009年公正取引委員会経済取引局企業結合課長。2014年公正取引委員会事務総局官房人事課長。2016年公正取引委員会審査局審査管理官。2018年消費者庁審議官。2020年公正取引委員会審査局長。2021年公正取引委員会経済取引局長。2022年公正取引委員会事務総長。2023年退官。2024年大江橋法律事務所アドバイザー、ファンケル体調変化申し出評議会外部評議員。

## 著書
- 『独占禁止法の解説 : 平成14年改正 : 一般集中規制と手続規定等の整備』（菅久修一と共編著）商事法務 2002年